# Милый козлик и Серый волк
«Милый козлик и Серый волк» (кит. 喜羊羊与灰太狼,  «Приятный козлик и Серый волк»; англ. название «Pleasant Goat and Big Big Wolf») — китайский мультсериал.

## Сюжет
Действие мультсериала происходит в вымышленном мире, населённом антропоморфными животными. Сюжет вращается вокруг заглавной для всех сезонов группы козлят, которых зовут Си (喜羊羊, «Приятный/Милый козлик»; в английском переводе известен как Weslie/Уэсли), Лан (懒羊羊, «Ленивый козлик»; Paddy/Пэдди), Фэй (沸羊羊, «Сильный козлик»; Sparky/Спарки), Мэй (美羊羊, «Симпатичная/Красивая козочка»; Tibbie/Тибби) и Нуан (暖羊羊, «Мягкая/Сердечная козочка»; Jonie/Джони) которые пасутся на Зелёных-Зелёных пастбищах с другими менее приметными козами под присмотром, в основном двух но примечательных, старост Маня (慢羊羊, «Медлительный козёл»; Slowy/Слоуи) и Лао Дао (西域老刀羊; «Козёл/Старик с мечом»; Blady/Блэйди) с одной стороны, и смекалистого, но неуклюжего волка по имени Хуэй (灰太狼, «Серый волк»; в английской версии Wolffy/Вульфи) с другой, который хочет их съесть, а также противостоянием сторон волков и коз. Из волков также стоит отметить жену Хуэя по имени Хонг (红太狼, «Красная волчица»; Wolnie/Вольни) и их сына Хуэя младшего (小灰灰; Wilie/Вилли), последний из которых раньше всех подружился с козами и, в этом плане, в конечном итоге повлиял на родителей (все имена — игра слов). Хотя бывают моменты когда обе стороны друг другу помогают, хоть зачастую это и связано с общей угрозой, какой бы она не была.
По крайней мере, вышеописанное положение дел было до двадцать девятого сезона с приставкой 羊村守护者, транслировавшегося с 18 по 26 января 2019 года, и в течении и после которого между козами и волками наконец-то воцарился хрупкий но мир, из-за того что отдельные волки в дальнейшем проявляли себя не с лучшей стороны. Ну а если не они, то выдающие себя за волков или вовсе приблудившиеся как из космоса так и из-за рубежа или другого измерения. Короче говоря, хоть мир с волками и заключён, более страшные для мира угрозы не перевелись. Тем не менее, именно с двадцать девятого сезона Хуэй влился в группу коз на правах друга, начал о них заботиться и пытаться их защищать, особенно сильная связь была установлена с Си и далее она будет лишь крепнуть.

## История
Сериал начал транслироваться в 2005 году и стал очень популярным среди китайских школьников. Также был снят полнометражный мультфильм, собравший на Китайский Новый год 2009 года в кассах кинотеатров 130 миллионов юаней (19,6 миллионов долларов).
На 2021 год «Милый Козлик» был вторым по количеству серий мультсериалом Китая. Для него была отснята 2,5 тысяча серий (против 3-х тысяч лидера, обучающего сериала про Синего кота).

## Трансляции
Сериал показывается на множестве телеканалов Китайской Народной Республики, включая Центральное телевидение Китая и гонконгский «TVB». Ещё его видели в Тайване, Индии и Сингапуре.
В 2010 году компания «Дисней» получила лицензию показывать его на своих каналах «Disney Channel». Но Alpha расторгла контракт с Disney в сентябре 2016 года.